# خانوم ویلیوا
خانوم ویلیوا (به روسی: Ханум Велиева؛ زادهٔ ۱۰ آوریل ۱۹۹۹) یک کشتی‌گیر آزادکار اهل روسیه است. وی سابقه حضور در المپیک ۲۰۲۰ توکیو را دارد.
از افتخارات وی می‌توان به کسب مدال برنز مسابقات قهرمانی کشتی جهان ۲۰۲۱ اشاره کرد.